# Sarāb-e Elyās
Sarāb-e Elyās (persiska: سراب الياس) är en ort i Iran.   Den ligger i provinsen Lorestan, i den västra delen av landet, 300 km sydväst om huvudstaden Teheran. Sarāb-e Elyās ligger 1 660 meter över havet och antalet invånare är 516.
Terrängen runt Sarāb-e Elyās är kuperad åt sydost, men åt nordväst är den bergig. Runt Sarāb-e Elyās är det ganska tätbefolkat, med 72 invånare per kvadratkilometer. Närmaste större samhälle är Chaghalvandī, 1,8 km söder om Sarāb-e Elyās. Trakten runt Sarāb-e Elyās består i huvudsak av gräsmarker.